# 里马尔德河畔楠克赖
里马尔德河畔楠克赖（法語：Nancray-sur-Rimarde，法語發音：[nɑ̃kʁɛ syʁ ʁimaʁd]）是法国卢瓦雷省的一个市镇，位于该省中部偏北，属于皮蒂维耶区。

## 地理
里马尔德河畔楠克赖（48°4'8"N, 2°20'1"E）面积11.58 平方千米，位于法国中央-卢瓦尔河谷大区卢瓦雷省，该省份为法国中北部省份，北起埃松省，西北接厄尔-卢瓦省，西南接卢瓦-谢尔省，南至涅夫勒省和谢尔省，东临约讷省，东北接塞纳-马恩省。
与里马尔德河畔楠克赖接壤的市镇（或旧市镇、城区）包括：库尔塞勒勒鲁瓦、加蒂奈地区巴蒂伊、布瓦科曼、加蒂奈地区布伊、尚邦拉福雷、尼贝勒。

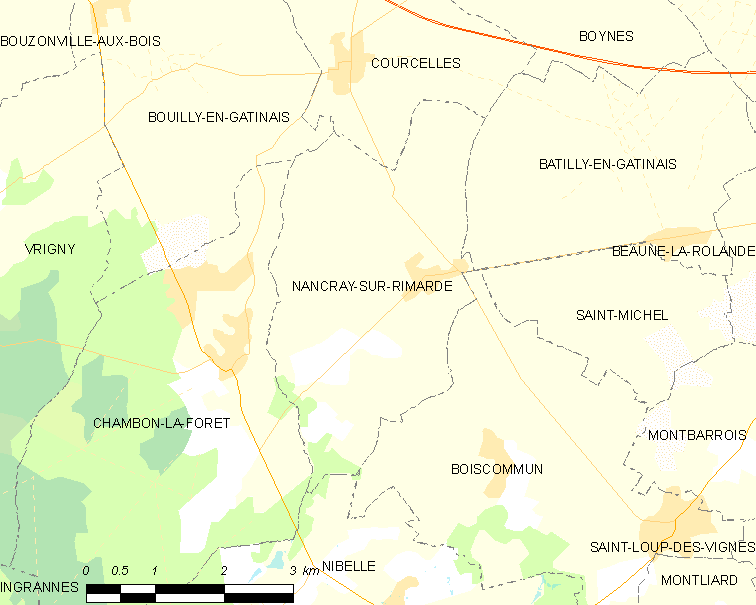
里马尔德河畔楠克赖的OSM定位图

里马尔德河畔楠克赖的时区为UTC+01:00、UTC+02:00（夏令时）。

## 行政
里马尔德河畔楠克赖的邮政编码为45340，INSEE市镇编码为45220。

## 政治
里马尔德河畔楠克赖所属的省级选区为勒马勒塞布瓦县。

## 人口

1962-2008年间里马尔德河畔楠克赖人口变化图示

里马尔德河畔楠克赖于2022年1月1日时的人口数量为571人。